# Vo Trong Nghia
Vo Trong Nghia (Phú Thủy, 1976) è un architetto vietnamita.

## Carriera
Vo Trong Nghia ha studiato architettura al Nagoya Institute of Technology e alla Università di Tokyo, conseguendo la laurea magistrale. Tornato in Vietnam, ha fondato lo studio Vo Trong Nghia Architects nel 2006. Nghia è noto per le sue architetture sostenibili realizzate con materiali locali e poco costosi, e per la combinazione di tecniche costruttive tradizionali con estetica e metodologie progettuali contemponeanee.

## Premi
- World Architecture Festival 2014 - vincitore nelle categorie "House", "Hotel & Leisure" ed "Education Future Projects".[2]
- ARCASIA Building of the Year 2014.[3]
- Premio WAN 21 for 21 2012.[4]
- Architetto Vietnamita dell'Anno, 2012 (Ashui Awards)

## Progetti
Tra i suoi progetti più conosciuti vi sono il Padiglione Vietnamita all'Expo Milano 2015,  l'asilo di Dong Nai in Vietnam,  la Casa per Alberi a Ho Chi Minh CIty, sempre in Vietnam,  e il padiglione temporaneo in bambù realizzato alla Biennale di Architettura di Venezia nel 2018.